# 131764 Clauteodorescu
131764 Clauteodorescu è un asteroide della fascia principale interna. Scoperto nel 2002, presenta un'orbita caratterizzata da un semiasse maggiore pari a 2,220725 UA e da un'eccentricità di 0,135804, inclinata di 2,319910° rispetto all'eclittica.
Claudiu Teodorescu è un ingegnere informatico rumeno. Ha contribuito alla manutenzione del portale NEOCC, un sito web dell'ESA dedicato al monitoraggio degli asteroidi.